# Ленсоветовская дорога
Ленсове́товская доро́га — крупная улица в Пушкинском районе Санкт-Петербурга, на территории поселка Шушары. Проходит от Московского шоссе до Софийской улицы по левому (северному) берегу реки Кузьминки. На территории поселка Петро-Славянка продолжается как улица Труда.
Дорога была проложена в советское время для нужд совхоза «Ленсоветовский». Название Ленсоветовская дорога было присвоено 31 марта 2008 года в связи с тем, что «дорога начинается в пос. Ленсоветовский».
Застройка Ленсоветовской дороги по большей части отсутствует. Первый дом, получивший адрес по дороге — № 12, корпус 1, — логистический терминал ЗАО «ТД „ЭТМ“» был введен в эксплуатацию в конце марта 2015 года.